# Radu Mihăileanu
Radu Mihăileanu (ur. 23 kwietnia 1958 w Bukareszcie) – francuski reżyser, scenarzysta i producent filmowy pochodzący z Rumunii.

## Życiorys
Mihăileanu ma żydowskie korzenie, co znalazło odzwierciedlenie w jego twórczości. W 1980 wyemigrował z Rumunii i osiadł we Francji. Studiował w IDHEC, pracował jako asystent innych reżyserów (m.in. Marco Ferreriego) oraz kręcił filmy na potrzeby telewizji. W długim metrażu debiutował filmem Trahir (1993).
Uznanie przyniosła mu komedia Pociąg życia (1998). Opowiadała ona o grupie wschodnioeuropejskich Żydów, mieszkańców sztetla, którzy w obliczu hitlerowskiej inwazji próbują uniknąć zagłady i organizują pociąg, mający symulować niemieckie transporty. Obraz często porównywano z inną komedią o Holokauście, Życie jest piękne (1997) Roberto Benigniego, która miała swoją premierę mniej więcej w tym samym czasie i swoim oszałamiającym sukcesem przyćmiła nieco film Mihăileanu.
Także dwa kolejne obrazy reżysera podejmowały tematykę żydowską. Bohaterem Żyj i stań się (2005) był etiopski chłopiec, który w połowie lat 80. dostał się do Izraela wraz z grupą tamtejszych Żydów (tzw. Felaszów), choć sam był chrześcijaninem. Natomiast Koncert (2009) opowiadał o grupie muzyków moskiewskiego Teatru Bolszoj, którzy za czasów Breżniewa zostali usunięci ze sceny podczas radzieckiej nagonki na osoby pochodzenia żydowskiego. W komedii tej muzycy w czasach współczesnych podszywają się pod orkiestrę Teatru, aby wystąpić zamiast niej z koncertem w Paryżu.
W następnym projekcie Mihăileanu odszedł od tematyki żydowskiej - komediodramat Kobiece źródło (2011) opowiadał o arabskiej wiosce gdzieś na Bliskim Wschodzie bądź w Afryce Północnej, w której kobiety - na znak protestu przeciwko zmuszaniu ich do chodzenia po wodę do odległego źródła - organizują seks-strajk.

## Filmografia

### Reżyser

#### Filmy fabularne
- 1993: Trahir
- 1998: Pociąg życia (Train de vie)
- 2005: Żyj i stań się (Va, vis et deviens)
- 2009: Koncert (Le concert)
- 2011: Kobiece źródło (La source des femmes)
- 2016: The History of Love

#### Filmy krótkometrażowe
- 1980: Les quatre saisons
- 1989: Le mensonge d'un clochard

#### Filmy telewizyjne
- 1997: Bonjour Antoine
- 2002: Les pygmées de Carlo[1][2]